# Edison Manufacturing Company
L'Edison Manufacturing company va ser organitzada com a companyia l'any 1889 per l'inventor i emprenedor Thomas Edison, qui va arribar a fabricar bateries, maquinària i tot tipus d'àmbit relacionat amb el cinema. També va produir pel·lícules de cinetoscopi.

## Història
Thomas Edison va inaugurar Edison Manufacturing Company el desembre de 1889 com a empresa personal amb la finalitat de fabricar i vendre la bateria primària Edison-Lalande. Va ser constituït formalment el 5 de maig de 1900 a Nova Jersey.
Originalment es va formar per fabricar i comercialitzar la bateria primària Edison-Lalande, la companyia fabricava i venia bateries per utilitzar-les amb telègrafs, fonòfils i sistemes telefònics, així com per a fonògrafs, equips dentals, instruments mèdics i altres maquinària. També va produir films cinetoscopios, cinetoscopis, cera per a cilindres de fonògraf, equips de rajos X, instruments mèdics i ventiladors elèctrics. La companyia tenia una fàbrica a Silver Lake (més tard nomenada Bloomfield), Nova Jersey, una oficina de vendes a Nova York, i agències a l'estranger.
La companyia fabricava i venia bateries per al seu ús en sistemes telègrafs, fonòfils i telefònics, i per a fonògrafs, equips dentals, instruments mèdics i altres maquinària. També va fer cinetoscopis, cera de cilindres de fonògraf, equips de rajos X, instruments mèdics i ventiladors elèctrics a la seva fàbrica a Silver Lake, Nova Jersey. Des d'abril de 1895 fins a juny de 1908 William E. Gilmore va ser vicepresident i director general de la companyia. Va ser succeït per l'advocat de patents Frank Dyer.
Les pel·lícules d'Edison van ser fetes pel Departament de Cinetografia de la Edison Manufacturing Company. Els estudis d'Edison van produir pel·lícules de Quinetoscopi a Manhattan, a partir de 1905, en un estudi del Bronx. La companyia va comptar amb els mateixos executius com la companyia del fonògraf nacional més rendible, a la qual va prestar més atenció Edison. Edison també va betllar per altres empreses, incloent bateries d'emmagatzematge, mineral de ferro i ciment, que van competir per finançar i van provocar pèrdues d'enfocament.
Al febrer de 1911 els actius de la companyia van ser assignats a Thomas A. Edison, Inc. Edison Manufacturing Company es va dissoldre formalment el 9 de novembre de 1926.

### L'empresa i el cinema
Durant l'última etapa del segle xix, just després de la creació de l'empresa, Edison Manufacturing Company es va dedicar a rodar un bon nombre de pel·lícules curtes que ni tan sols arribaven al minut de metratge.
Entre aquestes es trobava "The Kiss" (1896), la qual recreava l'escena final d'un musical de gran èxit que s'estava representant a Broadway: "The Widow Jones" (La vídua Jones) de John J. McNallyi que fou dirigida per William Heise i encarregada pel mateix Edison.
En aquesta escena, rodada el mes d'abril del 1896 a l'estudia d'Edison, va utilitzar als propis actors que interpretaven l'obra al mateix teatre de Broadway i en ella apareixien l'actriu Mary Irwin (amb el paper de Beatrice Byke) i l'actor John C. Rice (com Billy Bilke), tractant de crear un joc de flirteig i petoneig que va escandalitzar a la puritana societat de l'època, però que es va convertir en un dels films de major èxit del polifacètic empresari i inventor, a més de ser el primer petó que sortia en pantalla